# Serrat Ample (Cabó)
El Serrat Ample és una serra situada al municipi de Cabó a la comarca de l'Alt Urgell, amb una elevació màxima de 740 metres.